# Союз (микрофоны)
«Союз» — бренд студийных и портативных микрофонов, производимых ООО «Байкал майкрофонс». Главный офис компании расположен в Туле.

## История
Компания основана в 2013 году российским предпринимателем, в прошлом менеджером компании Mars Павлом Баздыревым и американским музыкантом, солистом группы Brazzaville Дэвидом Артуром Брауном. После концерта в Краснодаре Баздырев подошёл к Брауну и предложил сыграть концерт в Туле, а Браун вспомнил, что в Туле производятся микрофоны «Октава», на которые он записывал альбомы группы. Отыграв в Туле концерт, Браун посетил с экскурсией производство «Октавы» и вместе с Баздыревым они решили поставлять на американский рынок конденсаторные микрофоны с большой диафрагмой — только в новом дизайне и с новой историей. Разместить заказ на микрофоны на заводе «Октавы» не получилось, и партнёры запустили собственное производство. Оно начиналось в съёмной комнате на окраине Тулы, а первый серийный образец был изготовлен на станке ИЖ-250 производства концерна «Калашников», который Баздырев купил в одном из НИИ.
За продвижение отвечал Браун. В 2014 году, когда первые экземпляры были готовы, он отвёз их нескольким знакомым музыкантам. Первым отозвался Найджел Годрич, продюсер Radiohead, он заказал ещё несколько микрофонов. Через короткое время микрофонами «Союз» стали пользоваться Coldplay, The Lumineers, Шон Мендес, Paramore.
Вскоре у «Союза» появился ещё один инвестор. Дэвид Браун ехал в «Сапсане», когда его узнал один из пассажиров. Они разговорились, собеседник узнал, что «Союз» ищет партнёра для расширения производства, и согласился вложить $200 тысяч.

## Распространение
Меньше 20 % микрофонов «Союз» продаются в России. Основной рынок это США, где в 2017 году открылся офис компании. Первым громким публичным появлением бренда стал видеоклип на песню «Everglow» группы Coldplay, в котором солист Крис Мартин использует микрофон «Союз». Этому предшествовала история, когда Мартин, записываясь на студии в Малибу, вслепую выбрал этот микрофон из нескольких по качеству звука.
В России микрофонами «Союз» пользуются Юрий Антонов, Николай Басков, Валерия, Валерий Меладзе, Лолита, Григорий Лепс, Иван Ургант. В шоу «Вечерний Ургант» микрофон используется как реквизит на столе у ведущего.
В настоящее время компания производит три серии микрофонов и «лончер», усиливающий сигнал динамического и конденсаторного микрофона на 26 дБ.
В 2020 году компания запустила дочерний бренд Tula Mic, производящий портативные микрофоны. Средства на старт производства были собраны путем краудфандинга.